# Paul Lungu
Paul Lungu SJ (* 10. Oktober 1946 in Kabwe, Sambia; † 29. April 1998) war ein sambischer Ordensgeistlicher und Bischof von Monze.

## Leben
Paul Lungu trat der Ordensgemeinschaft der Jesuiten bei und empfing am 5. August 1979 das Sakrament der Priesterweihe.
Am 26. November 1991 ernannte ihn Papst Johannes Paul II. zum Bischof von Monze. Der Erzbischof von Lusaka, Adrian Mung’andu, spendete ihm am 15. März 1992 die Bischofsweihe; Mitkonsekratoren waren der emeritierte Bischof von Monze, James Corboy SJ, und der Bischof von Ndola, Dennis Harold De Jong.